# Agios Dimitrios (kommunhuvudort i Grekland)
Agios Dimitrios är en kommunhuvudort i Grekland.   Den ligger i prefekturen Nomarchía Athínas och regionen Attika, i den sydöstra delen av landet, 5 km söder om huvudstaden Aten. Agios Dimitrios ligger 73 meter över havet och antalet invånare är 71 294.
Terrängen runt Agios Dimitrios är platt åt sydväst, men åt nordost är den kuperad. Havet är nära Agios Dimitrios åt sydväst. Runt Agios Dimitrios är det mycket tätbefolkat, med 2 915 invånare per kvadratkilometer. Närmaste större samhälle är Aten, 5,3 km norr om Agios Dimitrios. 